# Oscar Petit
Oscar Petit, né Oscar Robert Jean Gillioen le 14 juillet 1846 à Lille et mort le 22 septembre 1923 dans la même ville, est un violoniste, chef d'orchestre, professeur de musique et compositeur ayant eu une activité de soliste et d'interprète durant la deuxième moitié du XIXe siècle et le premier quart du XXe siècle.

## Biographie
Oscar Petit naît au n°1 de la rue Saint-André à Lille initialement sous le nom de sa mère, Sophie Rose Hortense Gillioen, qui était passementière. Il prend le nom de Robert Jean Petit qu'épousera sa mère le 8 février 1865.
Il participe à la guerre de 1870 en tant que sergent de mobiles.
Engagé politiquement pour la cause républicaine, il dirige le concert du 14 juillet 1882 à la tête de plus de 800 musiciens.
Il se marie à Lille le 9 août 1902 à Clara Druet née à Berlaimont.

### Formation
Oscar Petit obtient son premier prix de violon en 1860 dans la classe de François-Joseph Müller, professeur au Conservatoire de Lille depuis 1830, et est admis dans celle de Delphin Alard au Conservatoire de Paris en 1864.

### Années d'activité
Très rapidement, il démarre une carrière d'interprète professionnel à Paris et devient premier violon de l'orchestre de l'Opéra Comique en 1865 puis après 1870 du théa^tre des Folies Bergère.
À la suite du décès de sa mère, il revient à Lille en 1883 où il occupe le poste de violon solo puis de deuxième chef d'orchestre du Théâtre de Lille de 1887 à 1891.
En complément de ses activités, il devient également professeur au conservatoire de Lille. À la suite de l'humiliation de la défaite de 1870, il s'appuie sur l'enseignement pour transmettre des valeurs patriotiques à ses élèves. Il donne par ailleurs des cours particuliers aux 122 rue Nationale et 13 rue de Bourgogne comme l'attestent plusieurs cartes postales anciennes.

Il donna également des cours au lycée Faidherbe de Lille.

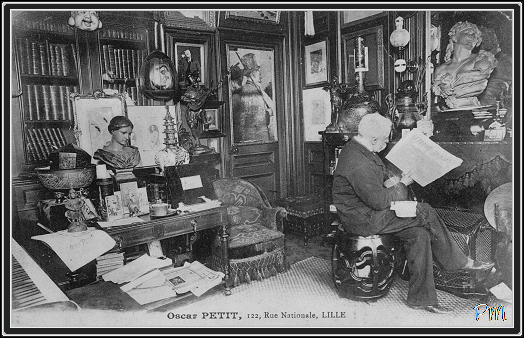
Oscar Petit au 122 rue Nationale

Il fut, par ailleurs, président régional de l'Association des artistes musiciens lyriques.
La Ville de Lille lui décerne un violon d'honneur en 1881 bien que le maire eut préféré lui offrir une médaille "plus sérieux et plus correct".

#### Association artistique des Concerts Vauban
C'est surtout entre 1885 et 1896 où il prend un rôle plus important de chef d'orchestre principal de l'Association artistique des concerts Vauban à la suite de Barwolf qui l'était depuis l'année de création de l'association en 1873. Cette association doit son nom au Jardin Vauban où elle proposait des "concerts-promenades" l'été ou au Palais Rameau lorsque la météo ne permettait pas de donner un concert à l'extérieur.

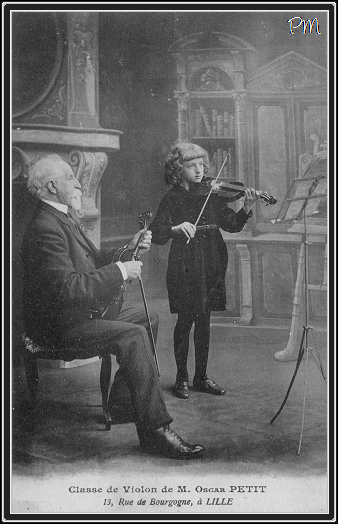
Oscar Petit donnant un cours de violon à son domicile 13 rue de Bourgogne à Lille

Il crée la première représentation française du Vaisseau Fantôme de Richard Wagner, avec paroles en français de Charles Nuitter, au Théâtre de Lille le 28 janvier 1893 sous la direction de Gabriel Sinsoilliez et une mise en scène de Léon Carvalho. Oscar Petit dirigea d'autres œuvres de Wagner avec l'Association artistique des Concerts Vauban :
- Marche des Fiançailles issue de Lohengrin en 1887
- Prélude de Lohengrin et le Récit du Graal de Parsifal le 1er août 1892
- Prélude de Lohengrin et la Marche des Fiançailles à nouveau issus de Lohengrin le 20 juillet 1893
- Ouverture et solos et chœurs des Fileuses du Vaisseau Fantôme le 27 juillet 1893
- Chœur et Marche des Fiançailles de Lohengrin le 14 juin 1894 et le 21 juin 1894
- Air d'Elsa de Lohengrin et Légende du Vaisseau Fantôme le 5 août 1894

L'association disparaîtra en 1896 à la suite d'un différend entre Oscar Petit, fervent républicain, et la municipalité lilloise en la personne Gustave Delory fraîchement élu le 17 mai 1896 et membre du Parti ouvrier français, premier parti marxiste français dès 1882. Le dernier concert sera donné le 9 août 1896.

### Décès

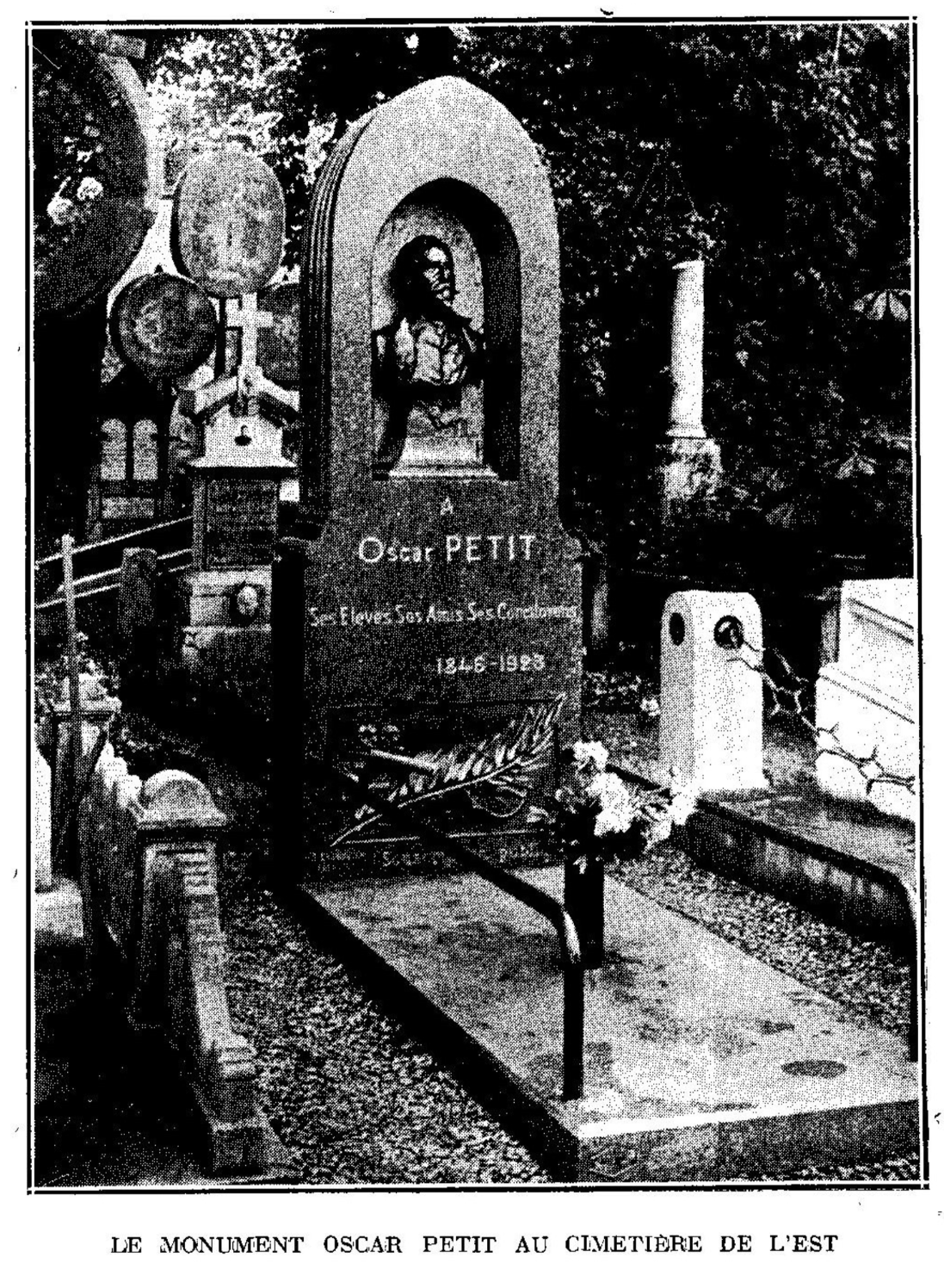
Sépulture d'Oscar Petit (Le Grand Hebdomadaire Illustré n°25 du 20 juin 1926)

Oscar Petit s'éteint le 22 septembre 1923 à son domicile, situé alors au 13 rue de Bourgogne à Lille, et est inhumé au Cimetière de l'Est de Lille (B11 face B17-19).
Sa tombe, actuellement en mauvais état, est une œuvre de l'architecte Désiré Ghesquier réalisée trois ans après son décès à la suite d'une souscription publique. Elle comportait à l'origine un buste d'Eugène Deplechin qui a disparu. Émile Pierre Ratez, alors directeur du Conservatoire de Lille, fit un discours lors de l'inauguration du monument le 14 juin 1926. Maurice Darcq et Edmond Deren assistèrent également à cette cérémonie ainsi qu'Oscar Doutrelon de Try, époux de la violoncelliste Élisa de Try.

## Compositions

### Chants et chansons
- Patria (1881), accompagnement de piano pour chant. Représentation donnée avec Mlle A. Arnaud à la fête donnée en l'honneur de Victor Hugo par la municipalité lilloise au Palais Rameau[8].
- Chant des bataillons scolaires du Nord de la France (1883), paroles de Charles Manso[2] et de Paul Déroulède (Au Porte-Drapeau)[9]
- Credo de l'ouvrier (1894), paroles de A. Capon, hommage à Hector Depasse, membre du Conseil supérieur du travail[10]
- Chant des mutualistes (1903), paroles d'Eugène Roche
- Hymne aux fusillés lillois, pour l'inauguration du monument du même nom[2]

### Cantates
- Cantates pour les fêtes universitaires de 1895, composées avec Jules Lefebvre

### Musique pour violon
- 12 morceaux pour violon seul, extraits d'ouvrages célèbres et transcrits à la 1ère position, (c. 1899), d’après Camille Saint-Saëns, Richard Wagner, Francis Thomé, Gaetano Braga, Émile Waldteufel, Luigi Arditi, Procida Bucalossi et Hauser

## Décorations
- Officier de l'Instruction publique
- Médaille d'or de la Mutualité
- Médaillé de 1870-1871